# 기예르모 페레스
기예모로 페레스 산도발(스페인어: Guillermo Pérez Sandoval, 1979년 10월 14일 ~ )은 멕시코의 태권도 선수로 2008년 올림픽 금메달리스트이다. 페레스는 키 171cm에 58kg나간다
. 중국 베이징에서 열린 2008년 하계 올림픽에 참가하여 58kg급에서 금메달을 획득하였다. 이 메달은 2008년 8월 20일 도미니카 공화국의 가브리엘 메르세데스를 이기면서 획득한 것이다. 두 선수는 4라운드가 끝날 때까지 1-1 동점이었지만, 심판들의 만장일치로 페레스 선수가 금메달을 획득하였다.

## 유년기
페레스는 이소룡이 나오는 영화를 보며 감동받아 5살때부터 태권도를 하기 시작했다. 10살때 그는 미초아칸주대회에서 처음으로 우승하였다. 덕분에 그는 국내대회에 참가할 수 있게되었고, 국내대회에서 처음으로 동메달을 획득하였다. 1989년에는 국내유아대회에서 처음으로 우승하였다. 1995년에는 첫 국제대회를 준비하기 위해 오타와로 떠났고, 준우승을 하였다. 1996년에 60여개국이 참가하는 태권도 U.S 오픈에서 처음으로 우승을 하였다.

## 약력

### 멕시코 국가대표팀
페레스는 올림픽 챔피언 윌러엄 디 제수스에게 훈련받기위해 1999년 푸에블라주로 이사갔다. 그는 마침내 1999년 캐나다 위니펙에서 열리는 팬아메리칸 게임에 참가하는 멕시코 태권도 국가대표팀의 일원이 되었다. 
2005년 4월에는 마드리드에서 열리는 세계 태권도 선수권 대회에 참여하였고, 9등을 기록하였다. 3년후에 그는 네덜란드 오픈에서 3등하였고, 이로 인해 베이징에서 열리는 2007 세계 태권도 선수권 대회 57kg급에 참가할 수 있게 되었다. 이 대회에서 그는 스페인의 주안 안토니오 라모스선수에게 결승에서 패하면서 은메달을 획득하였다.

### 올림픽 출전
중국 베이징에서 열린 2008년 하계 올림픽에 참가하여 58kg급에서 금메달을 획득하였다. 이는 매우 귀중한 금메달이다. 2000년 하계 올림픽이후에 나온 3번째 금메달이며, 1984년 하계 올림픽이후에 나온 멕시코의 최초 남자 금메달이다. 또한 11번째 멕시코의 금메달이자, 53번째 메달이다
.